# Смерть Чаттертона

«Смерть Чаттертона», версия хранящаяся в Бирмингемский музей и художественная галерея

«Смерть Чаттертона» (англ. The Death of Chatterton) — картина британского художника-прерафаэлита Генри Уоллиса, написанная маслом на холсте в 1856 году и ныне хранящаяся в Британской галерее Тейт в Лондоне. Две меньшие версии, эскизы или копии, хранятся в Бирмингемском музее и художественной галерее и Йельском центре британского искусства.

## Картина
Сюжетом для картины послужила история смерти 17-летнего английского романтического поэта Томаса Чаттертона, отравившегося мышьяком в 1770 году. Во времена Уоллиса он пользовался в среде молодых и бунтующих художников славой романтического героя.
Метод и стиль художника в «Смерти Чаттертоне» раскрывают тесные связи художник с движением прерафаэлитов, которые проявляются в ярких цветах и тщательной проработке символических деталей. Уоллис использовал смелую цветовую контрастную палитру, а также любимый им в то время эффект светотени, реализованный через изображение падающего через окно чердака естественного света. Уоллис писал эту картину в комнате своего друга в Грейс-Инне с видом через окно на собор Святого Павла на горизонте. Возможным совпадением является то обстоятельство, что это место находилось недалеко от чердака на Брук-стрит, где 86 лет назад умер Чаттертон. Натурщиком для «Смерти Чаттертона» послужил молодой Джордж Мередит, английский писатель и поэт викторианской эпохи.
«Смерть Чаттертона» стала первой выставленной работой Уоллиса, будучи показанной на летней выставке Королевской академии в 1856 году с цитатой из «Трагической истории доктора Фауста» Кристофера Марло, нанесённой на раму: «Обломана жестоко эта ветвь, которая расти могла б так пышно. Сожжён побег лавровый Аполлона». Картина имела немедленный успех, так Джон Рёскин назвал её «безупречной и прекрасной». В 1857 году «Смерть Чаттертона» собирала большие толпы зрителей на выставке «Сокровища искусства» в Манчестере, она также выставлялась в Дублине в 1859 году. Полотно было одной из самых популярных викторианских картин, воспроизводившихся в печатной форме.
В 1856 году Уоллис продал картину живописцу Августу Эггу в 1856 году, а тот продал право делать с неё гравированные репродукции. Она стала предметом судебного разбирательства после того, как фотограф из Дублина Джеймс Робинсон решил воссоздать её в виде живой картины, чтобы потом продавать её фотографии. В 1899 году картина была передана в галерею Тейт Чарльзом Джентом Клементом.
Существуют ещё две уменьшенные версии «Смерти Чаттертона». Одна представляет собой либо набросок, либо её копию, хранящуюся в Бирмингемском музее и художественной галерее. Её размер составляет 17,3 на 25,25 см. Второй является необычная для того времени небольшая копия, написанная маслом на доске и ныне хранящаяся в Йельском центре британского искусства. Её размер составляет 22,7 на 30,2 см. В 1875 году она была продана на аукционе Кристис барону Альберту Гранту, а в 1877 году её приобрёл Уильям Кендрик, который подарил её Йельскому центру британского искусства в 1918 году.